# Súng bắn tỉa công phá

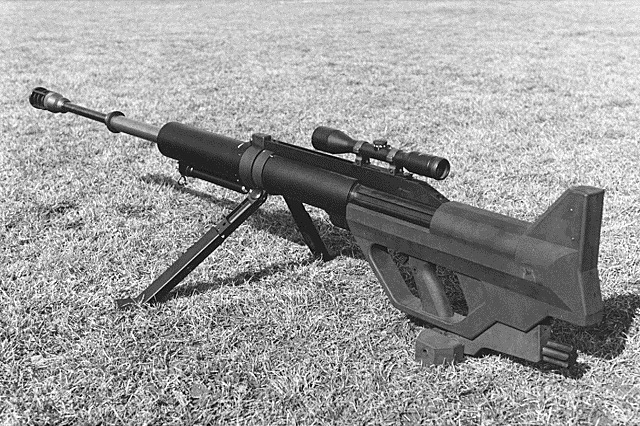
Khẩu Steyr IWS 2000 của Áo.

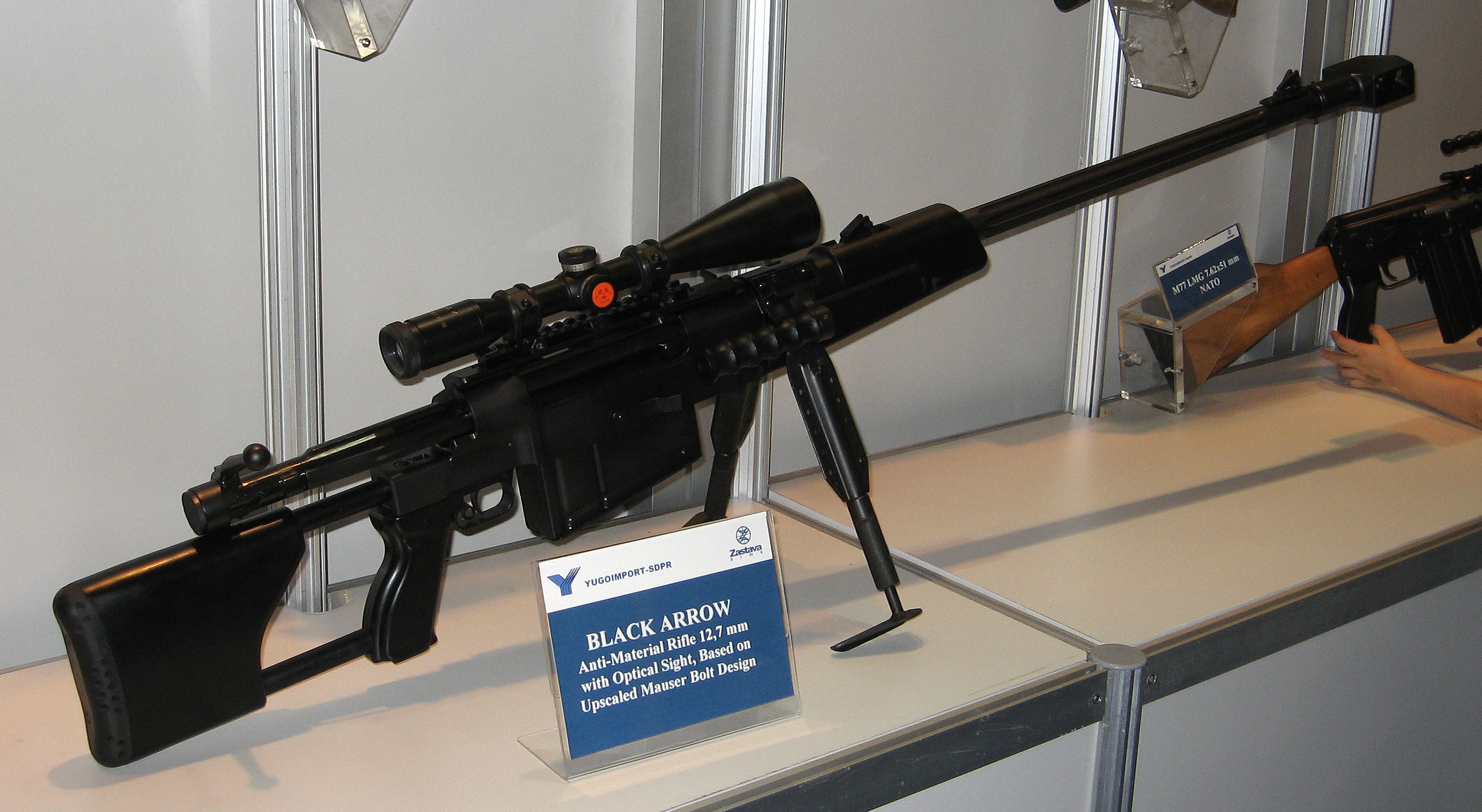
Khẩu Zastava M93 Black Arrow của Nam Tư.

Súng bắn tỉa công phá là loại súng chuyên dụng để bắn phá các khí tài quân sự, cấu trúc và các phần cứng hơn là chống lại bộ binh. Súng bắn tỉa công phá thường sử dụng cỡ đạn lớn hơn so với súng trường thông dụng. Mặc dù không được sử dụng để chống lại bộ binh, khối lượng đạn lớn kết hợp cùng vận tốc đạn nhanh khiến nó thật sự hiệu quả ở khoảng cách lớn hơn đang kể so với súng trường thiện xạ.
Nó có nguồn gốc từ súng trường chống tăng từ Chiến tranh Thế giới lần Thứ nhất. Vì các loại giáp của xe tăng hiện đại ngày càng dày các khẩu súng trường chống tăng hầu như không thể xuyên thủng được chúng. Nhưng các khẩu súng bắn tỉa công phá vẫn có tác dụng tốt đối với các phương tiện bọc giáp nhẹ hay không giáp nên chúng được chuyển sang phục vụ cho công việc bắn phá các loại khí tài như máy bay, tàu thuyền nhỏ, thiết bị thông tin liên lạc, radar, vũ khí và các phương tiện phục vụ các mục tiêu đó. Điểm mạnh của loại vũ khí này là khả năng tiêu dệt các mục tiêu có giá trị cao ở khoảng cách lớn với chi phí gần như không đáng kể.
Súng bắn tỉa công phá trông giống như một khẩu súng bắn tỉa hiện đại và thậm chí nó có thể dùng để bắn tỉa người với loại đạn mạnh hơn các loại súng bắn tỉa bình thường, nó có thể hạ mục tiêu trong phạm vi lớn với mức sát thương hơn hẳn các loại súng bắn tỉa. Mặc dù được thiết kế để sử dụng tiêu diệt trang thiết bị, súng băn tỉa công phá cũng đã được dùng để tiêu diệt binh lính ở các cự ly vượt quá tầm hiệu quả của các loại đạn cỡ súng trường thông thường. Súng cũng có khả năng xuyên hầu hết chướng ngại và vật liệu xây dựng, khiến chúng trở thành lựa chọn khả thi để tiêu diệt mục tiêu ẩn sau vật che chắn vốn thường đủ cứng để chặn đạn cỡ súng trường.. Nhìn chung các loại đạn thường được sử dụng trong các khẩu bắn tỉa công phá là 12.7x99mm NATO (.50 BMG), 12,7×108mm hay thậm chí 14,5×114mm và 20mm. Cỡ đạn lớn cho phép các viên đạn có thể trở thành các loại đạn đặc biệt như thuốc nổ, lõi xuyên thép, chất gây cháy hoặc kết hợp các đặc tính trên. Theo Quân đội Hoa Kỳ, tầm bắn hiệu quả của một súng bắn tỉa tiêu chuẩn sử dụng đạn 7,62×51mm NATO vào khoảng 800 m, trong khi súng Barrett có tầm bắn hiệu quả 1.000 m đối với mục tiêu là nhân lực và 2.000 m đối với mục tiêu là trang thiết bị. Việc sử dụng súng bắn tỉa công phá trong vai trò tấn công được quân đội Hoa Kỳ gọi là hard target interdiction (HTI – chế áp mục tiêu cứng).
Vì trọng lượng của chính khẩu súng, các phụ tùng cùng đạn dược đi kèm nên súng bắn tỉa cống phá cần có một nhóm thường gồm 2 đến 3 người hay nhiều hơn để có thể sử dụng chúng một cách hiệu quả. Sức giật của các loại đạn mà loại súng này sử dụng rất lớn vì thế nên chỉ có thể bắn hiệu quả trong tư thế nằm. Chân chống chữ V cùng bộ phận chống giật là các phụ tùng giúp tăng độ chính xác của các phát bắn. Nếu bắn loại súng này trong tư thế đứng hay quỳ thì độ giật sẽ làm cho các phát bắn hoàn toàn không chính xác nếu chưa nói là nó có thể đẩy ngã xạ thủ.